# Chirita lavandulacea
Хирита лавандова (Chirita lavandulacea) — вид рослини родини геснерієві.

## Будова
Однорічна рослина з овальними напівпрозорими волохатими листками. Квіти світло-сині п'ятипелюсткові, з'являються на коротких квітконіжках з пазух листків від 1 до 5 на кожній.  

## Поширення та середовище існування
Зростає у тропіках Азії.

## Практичне використання
Вирощується як кімнатна рослина.